# Amphitheater von Lyon
Das Amphitheater von Lyon (französisch Amphithéâtre des Trois Gaules, deutsch Amphitheater der Drei Gallien), in Lugdunum (dem heutigen Lyon) ist ein römisches Amphitheater und war in antiker Zeit Teil des „Bundesheiligtums der drei gallischen Provinzen“ (Ara trium Galliarum). Das Heiligtum diente der Verehrung der Roma und des Augustus durch die gallischen Volksstämme, die in drei Provinzen (Gallia Belgica, Gallia Aquitania, Gallia Lugdunensis) organisiert waren und deren Zentralort Lugdunum war. Der Bau entstand wohl im zweiten Jahrzehnt des 1. Jahrhunderts n. Chr. und gehört damit zusammen mit den Anlagen von Ucubi und Emerita Augusta zu den ältesten Amphitheatern außerhalb des heutigen Italien. Ursprünglich ein vergleichsweise kleiner Bau, der vor allem für die Oberschicht und die Delegierten der gallischen Stämme vorgesehen war, wurde es in der Mitte des 2. Jahrhunderts zu einer deutlich größeren Anlage ausgebaut, die für die gesamte Stadtbevölkerung Raum bot. Das Amphitheater liegt am Hang des Hügels von La Croix-Rousse, wo in der Antike die Flüsse Rhône und Saône zusammenflossen.

## Erste Bauphase

### Errichtung
Im Februar 1958 wurde bei den ersten professionellen Ausgrabungen am Amphitheater eine Bauinschrift gefunden, die wohl ursprünglich über einem Eingang zum Bauwerk angebracht war und aus drei großen Kalksteinblöcken bestand. Von diesen haben sich die beiden rechten erhalten, da sie nach Aufgabe des Amphitheaters zur Abdeckung eines Brunnens wiederverwendet wurden; sie sind aber ihrerseits in der Mitte durchgebrochen. Die Blöcke haben Maße von 1,78 m × 80 cm × 27 cm; die Buchstabenhöhe beträgt 10–15 cm. Der entweder noch vorhandene oder erschließbare Text lautet (in Wiedergabe nach dem Leidener Klammersystem): „[Pro salut]e Ti(beri) Caesaris Aug(usti) amphitheatr(um) / [--- cum] podio C(aius) Iul(ius) C(ai) f(ilius) Rufus sacerdos Rom(ae) et Aug(usti) / [---] filii f(ilius) et nepos ex civitate Santon(um) d(e) s(ua) p(ecunia) fecerunt.“ Dies lässt sich ungefähr folgendermaßen übersetzen (unter Ausblendung der Unklarheiten durch das fehlende Drittel): „Zu Ehren des Tiberius Caesar Augustus haben Gaius Iulius Rufus, Sohn des Gaius, Priester der Roma und des Augustus, und sein Sohn sowie sein Enkel, Mitglieder der Bürgerschaft (Civitas) der Santonen, das Amphitheater mit Podium auf eigene Kosten erbaut.“

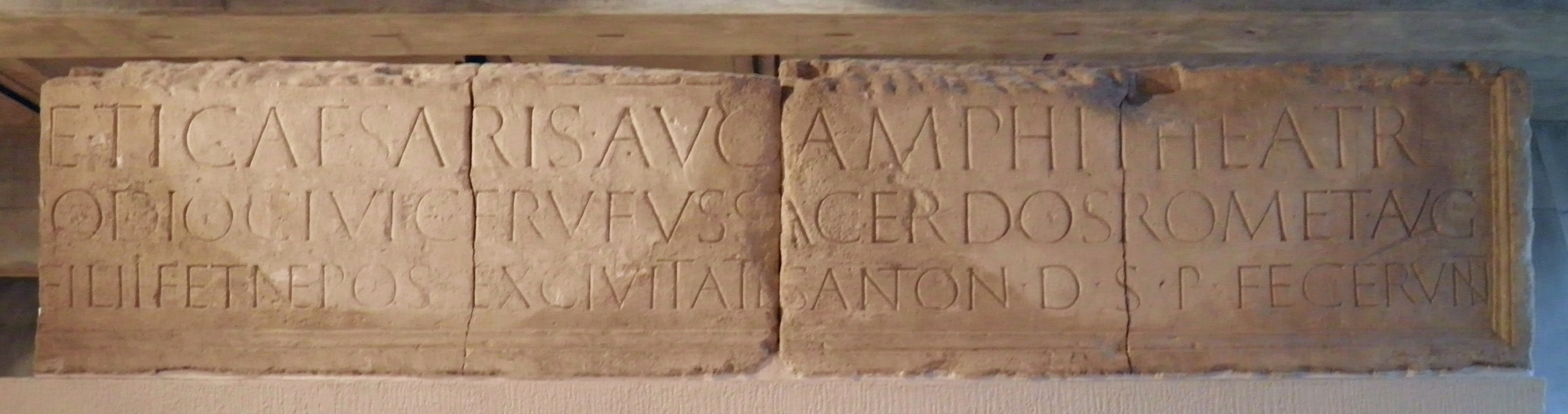
Die erhaltenen Blöcke der Bauinschrift, heute im Musée gallo-romain in Lyon

Gaius Iulius Rufus scheint einer alten gallischen Aristokratenfamilie aus Saintes zu entstammen, die durch ein Mitglied des julischen Kaiserhauses das römische Bürgerrechte erlangt hatte (und daher das Praenomen Gaius und das Nomen gentile Iulius annahm). Die Inschrift wurde mit der Inschrift am Germanicusbogen in Saintes in Beziehung gesetzt, den Gaius Iulius Rufus in den Jahren 18–19 n. Chr. errichten ließ. Die ungewöhnliche Formulierung „filii f(ilius)“ („Sohn des Sohnes“) entspringt wahrscheinlich dem Wunsch, auf die weit zurückreichende Ahnenlinie hinzuweisen, die auch in einer Inschrift auf dem Germanicusbogen betont wird. Oft wird der Bau des Amphitheaters in das gleiche Jahr datiert, in dem auch der Germanicusbogen entstand. Letztlich gibt es jedoch keinen Anhaltspunkt dafür, dass der gallorömische Adelige im gleichen Jahr, in dem er den Ehrenbogen errichten ließ, auch als Oberpriester der drei gallischen Provinzen in Lugdunum amtierte. Louis Maurin schlägt daher vor, das Amphitheater etwas früher, ungefähr in die Jahre 10–15 n. Chr., zu datieren.

### Aufbau und Nutzung
Das Amphitheater diente den Spielen, die den kaiserlichen Kult begleiteten. Seine vergleichsweise geringe Kapazität von etwa 3.000 Plätzen in seiner ursprünglichen Gestalt erklärt sich daraus, dass es nicht hauptsächlich für die Unterhaltung einer großen Stadtbevölkerung, sondern vor allen Dingen für die Delegationen der 60 gallischen Bezirke (civitates) konstruiert war. Die Ausgrabungen haben ein Untergeschoss freigelegt, das aus drei elliptischen Mauern geformt wird und durch Quermauern und einen Kanal, der das Oval der zentralen Arena umgibt, verbunden ist. Da das Gelände leicht geneigt ist, wurde die Südseite des Gebäudes durch einen Bogen gestützt, der aber heute verschwunden ist. Das Ausmaß der Arena, also der für die Kämpfe genutzten Innenfläche (67,6 m × 42 m), entspricht den vergleichbaren Bauten in Nîmes oder Arles. Durch die reduzierte Anzahl der Bankreihen (offenbar vier Ränge) liegen die Außenmaße (81 m × 101 m) der Anlage in Lugdunum allerdings deutlich unter denen von Nîmes (133 m × 101 m).
Das Amphitheater taucht ebenfalls in den literarischen Quellen des ersten und frühen zweiten Jahrhunderts nach Christus auf: Sueton erwähnt in seiner Biographie des Kaisers Caligula Spiele, die dieser in Lugdunum abgehalten habe und die diverse sportliche und intellektuelle Disziplinen umfasst hätten. Tacitus berichtet in seinen Historien von einem Aufständischen namens Mariccus, der während des Vierkaiserjahres 69 n. Chr. die Freiheit Galliens von den Römern habe wiederherstellen wollen, dann aber von Kaiser Vitellius in der Arena getötet wurde (wobei ihn die wilden Tiere nicht angerührt haben sollen, sodass eine Hinrichtung nötig gewesen sei).

## Zweite Bauphase

### Erweiterung im 2. Jahrhundert

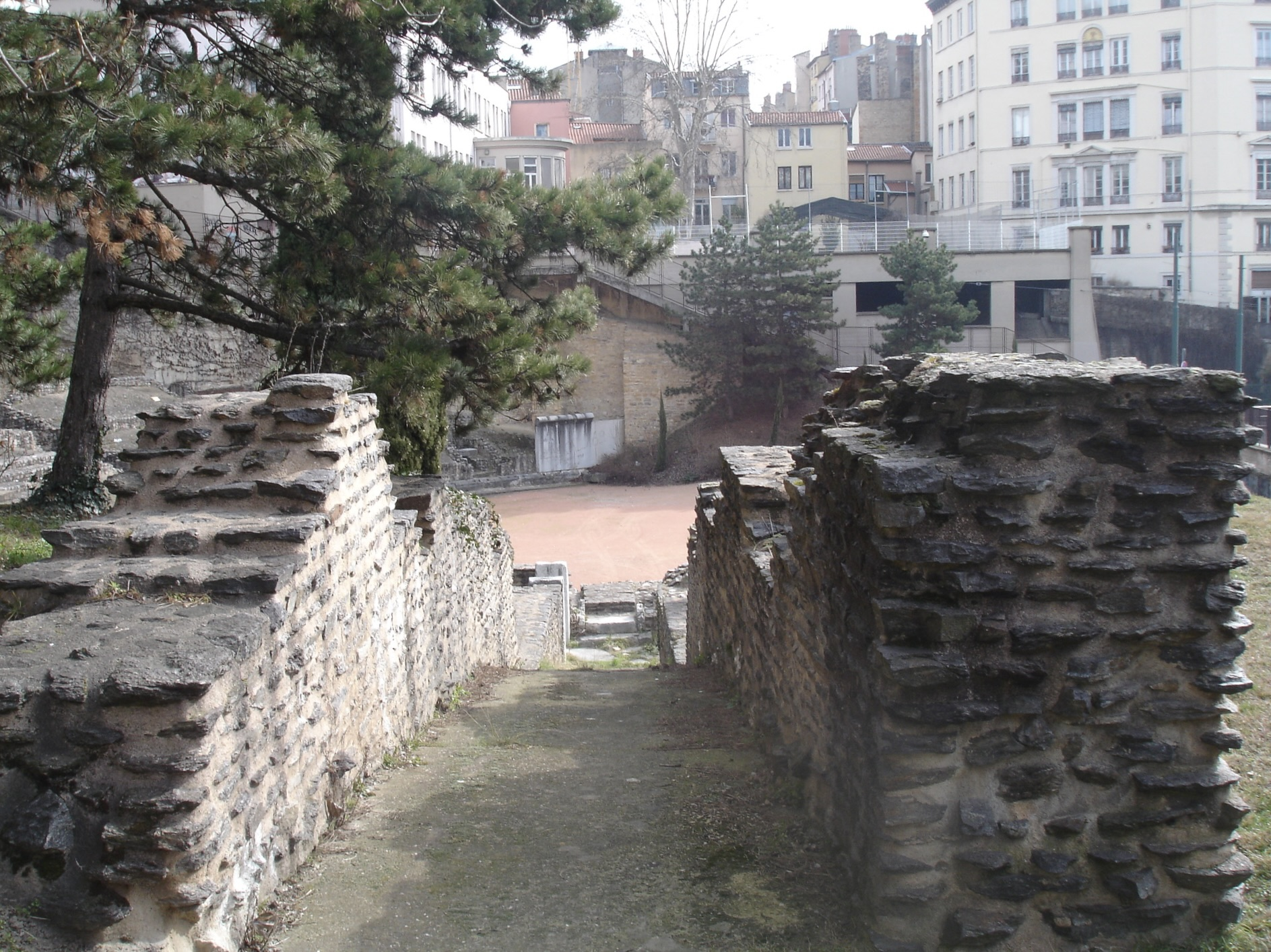
Mauern des Untergeschosses

Das Amphitheater wurde in der ersten Hälfte des 2. Jahrhunderts bedeutend erweitert, sodass das ursprüngliche Bauwerk nur noch den Unterbau für eine neue Arena darstellte. Einen Versuch, diesen Ausbau zu datieren, nahm Jules Guey in dem Ausgrabungsbericht der ersten Kampagnen vor. Er bezieht sich auf ein 1957 in der Nähe des Baukomplexes gefundenes Inschriftenfragment, auf dem abgesehen vom Rest eines D nur noch die Buchstaben „...AE LIGN...“ zu sehen sind. Guey ergänzt sie zu „[Curator Vi]ae Lignariae Triumphalis“, also die Amtsbezeichnung für einen Beauftragten für eine nicht genauer bestimmbare öffentliche Straße (Curator Viae). Der einzige bekannte Träger dieses Amtes war Gaius Iulius Celsus, der einige Jahre später (zwischen 130 und 136 n. Chr.) als Statthalter der Provinz Gallia Lugdunensis tätig war; Jules Guey zufolge hat er also in seiner Amtszeit das Amphitheater erweitern lassen und in der dabei aufgestellten Bauinschrift im Rahmen seines Cursus honorum auch das Amt aufgeführt, dessen Reste auf dem erhaltenen Steinbrocken zu lesen sind. Maria Letizia Caldelli sieht in der Inschrift dagegen überhaupt keine Aufstellung einer senatorischen Laufbahn, sondern den Grabstein einer Frau namens „[...]a Lign[...]“, und interpretiert das D als Rest der Grabsteinformel Dis Manibus. Aber auch sie hält es für wahrscheinlich, dass der Ausbau des Bauwerks unter Hadrian, also zwischen 117 und 138, stattfand, da dieser Kaiser einerseits das Bundesheiligtum der Drei Gallien ausbauen ließ und sein Name andererseits möglicherweise auf einer Inschrift aus dem Amphitheater selbst zu finden ist (dazu siehe unten im Abschnitt Funde).
Das alte Theater wurde im Rahmen dieses Ausbaus um zwei Ränge erweitert, was die Außenmaße auf 105 m × 80 m erhöhte, was allerdings im Vergleich zu Nîmes oder Arles bescheiden blieb.

### Weitere Nutzung
Dieser Umbau erhöhte die Kapazität auf 26.000 Plätze und schuf so ein Gebäude, das die Bevölkerung Lugdunums und seiner Umgebung aufnehmen konnte.
Ein angeblicher Brief der Christen aus Lugdunum an ihre Glaubensbrüder in Asien und Phrygien, der durch den spätantiken Kirchenhistoriker Eusebius von Caesarea überliefert wird und aus dem Sommer des Jahres 177 n. Chr. stammen soll, berichtet von der Folterung von vier Märtyrern, die zu den 47 sogenannten Märtyrern von Lyon gezählt werden. Es handelt sich im Einzelnen um Maturus, Sanctus, Blandina und Attalus. Pothinus, der erste belegte Bischof von Lyon, dürfte ebenfalls zu dieser Zeit das Martyrium erlitten haben; bei ihm ist die Todesart jedoch nicht überliefert. Aufgrund von Widersprüchen wird die Historizität der Ereignisse teils bezweifelt.

## Funde
Im Rahmen der planmäßigen Ausgrabungen, zum Teil aber auch schon davor im 19. Jahrhundert, wurden im Amphitheater diverse steinerne oder metallene Kleinfunde, einige Münzen und verschiedene Inschriften zutage gefördert. Bei den meisten der epigraphischen Funde, nämlich nach Stand von 2007 bei insgesamt 18, handelt es sich um Steintafeln, die über einzelnen Sitzplätzen angebracht waren, um diese für bestimmte Personen zu reservieren. Die meisten sind nur sehr fragmentarisch erhalten und lassen sich nicht sicher ergänzen. Daher ist auch eine Datierung in eine beder beiden Bauphasen oft nicht möglich. Einige Plätze gehörten den erhaltenen Resten zufolge wohl den Augustales, andere den Vertretern bestimmter gallischer Stämme wie der Arverner, Tricassen und Biturigen, wieder andere Großhändlern aus Makedonien oder Einzelpersonen. Dies spiegelt die Nutzung des Amphitheaters wider, das als Teil des Bundesheiligtum ein Projekt von gesamtgallischer Bedeutung und natürlich auch in den Rest der römischen Welt eingebunden war.

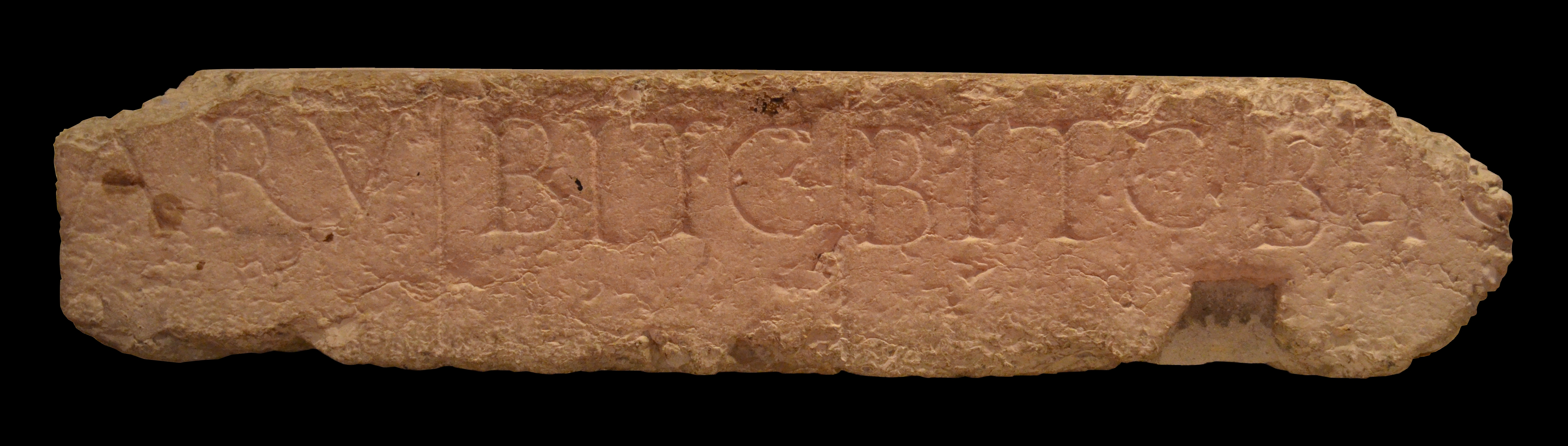
Steinblock mit inschriftlichen Reservierungen für vier Sitzplätze; der linke Sitzplatz (ARV) ist den Arvernern, die drei restlichen (BIT C) sind den Bituriges Cubi vorbehalten

Eine der persönlichen Reservierungsinschriften wird dem Erbauer des Amphitheaters, Gaius Iulius Rufus, zugeschrieben (erhalten sind nur die Buchstaben C(aius) IV(lius)), eine andere möglicherweise dem Kaiser Hadrian, der sich in Lugdunum aufhielt und den Anstoß zum Ausbau des Amphitheaters gab (erhalten sind hier aber nur die Buchstaben NVS, bei denen sich prinzipiell fast jeder römische Name ergänzen lässt).

## Nachantike Geschichte

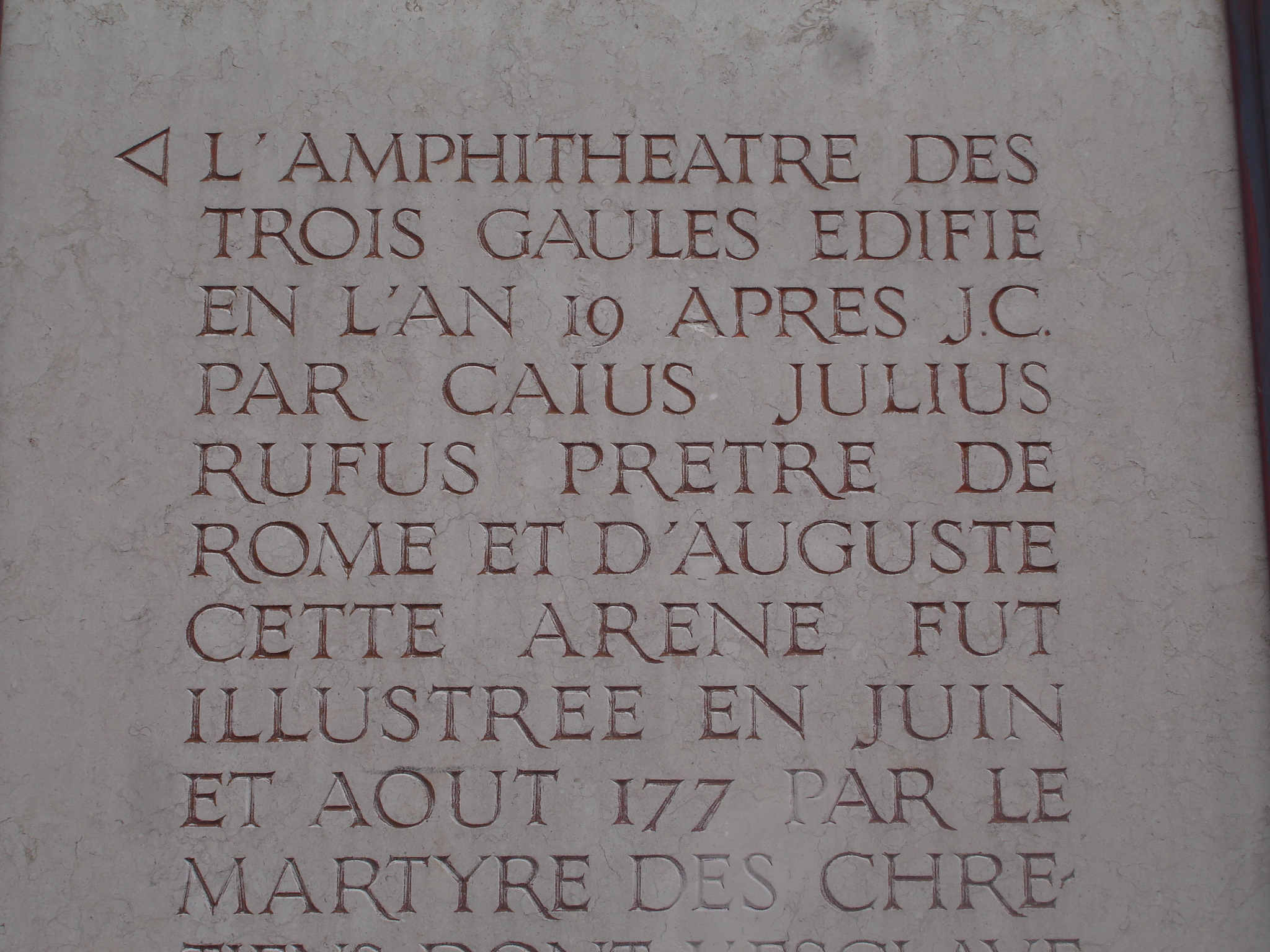
Anfang einer Informationsstele

Nach seiner Aufgabe wurde das Theater zum Steinbruch. Ein Plan aus dem 16. Jahrhundert zeigt noch einige Bögen und eine Vertiefung (die Arena), die man Korb der Wüste (französisch: corbeille de la déserte) nannte.
Die ersten Ausgrabungen zwischen 1818 und 1820 legten das Umfeld der Arena frei, die Fläche wurde im Anschluss allerdings wieder zugeschüttet. So wurde der Südteil der Anlage im Zuge der Urbanisierung des 19. Jahrhunderts zerstört. 1956 begannen seriöse Ausgrabungen, deren erste Ergebnisse 1962 vorgelegt wurden. Weitere Grabungsaktionen fanden 1966–1967, 1971–1972 und 1976–1978 statt. Durch diese Untersuchungen waren genauere architektonische Untersuchungen möglich, allerdings sind nur noch die Sockelbauten von zwei bis drei Stufen des Podiums erhalten, und auch das nur auf etwa der Hälfte der ursprünglichen Baufläche. An der Nordseite führt durch die Sitzreihen ein Eingang, dessen Seitenmauern noch zum Teil stehen. Diese noch vorhandenen Reste wurden in den Jardin des plantes integriert und können besichtigt werden. Weitere Ausgrabungen fanden nach Ende der 1970er Jahre nicht mehr statt, lediglich einige Inschriften wurden neu aufgefunden und herausgegeben.
Die Überreste der Anlage in Lyon sind am 27. November 1961 zum Monument historique erklärt worden. Anlässlich eines Besuches durch den Papst Johannes Paul II. im Jahr 1986 wurde eine hölzerne Gedenksäule im Zentrum des Amphitheaters als Erinnerung an die dort verorteten antiken Christenverfolgungen errichtet.